# Rabenhof (Freystadt)
Rabenhof ist ein Gemeindeteil der Stadt Freystadt im Landkreis Neumarkt in der Oberpfalz in Bayern. Vor 1975 war es ein Gemeindeteil von Meckenhausen.

## Lage
Die Einöde liegt am Main-Donau-Kanal und ist von der Altstadt des Gemeindesitzes etwa drei Kilometer Luftlinie in südlicher Richtung entfernt.

## Geschichte
Rabenhof könnte eine Sippengründung des 11. bis 13. Jahrhunderts sein; der Personenname „Rabo“, Koseform von Ratbert, ist 1200 nachweisbar. In einem Salbuch, das die Stadt Nürnberg über das ihnen von Pfalzgraf Ottheinrich zur Schuldendeckung als Pfand überlassene Amt Hilpoltstein zwischen 1544 und circa 1564 anlegen ließ, heißt es, dass Rabenhof mit allen Rechten zur Herrschaft Stein gehört. Gegen Ende des 16. Jahrhunderts besaß das Geschlecht derer von Enhaim den Rabenhof.
Am Ende des Alten Reiches, um 1800, bestand die Ansiedelung weiter aus einem Hof. Er unterstand hochgerichtlich und niedergerichtlich dem kurfürstlich-baierischen Pflegamt Hilpoltstein; Grundherr war das Kastenamt Hilpoltstein.
Im Königreich Bayern (1806) wurde der Steuerdistrikt Meckenhausen und aus ihm mit dem Gemeindeedikt von 1818 die Ruralgemeinde Meckenhausen gebildet, der das Pfarrdorf Meckenhausen, der Federhof, Rabenhof (um 1820 zwei Anwesen) und vorübergehend auch Kauerlach angehörte. 1873 wurden in der Einöde Rabenhof an Großvieh 8 Pferde und 29 Rinder gehalten. Im Zuge der Gebietsreform in Bayern wurde Rabenhof 1975 aus der Gemeinde Meckenhausen des mittelfränkischen Landkreises Roth ausgegliedert und in die Stadt Freystadt des Landkreises Neumarkt in der Oberpfalz eingegliedert. Seitdem ist Rabenhof ein Gemeindeteil von Freystadt.

### Einwohnerentwicklung
- 1820: 8 (2 Anwesen)[5]
- 1871: 13 (7 Gebäude)[6]
- 1938: 13 (Protestanten; nach Sulzkirchen gepfarrt)[8]
- 1950: 10 (2 Anwesen)[5]
- 1970: 10[5]
- 2016, 31. Dez.: 8[9]

## Verkehrsanbindung
Rabenhof ist über eine Gemeindeverbindungsstraße zu erreichen, die zwischen Forchheim und Meckenhausen von der Kreisstraße NM 19 in nördliche Richtung abzweigt.